# Talina (Bolivia)
Talina es una localidad de Bolivia, ubicada en las tierras altas al suroeste del país. Administrativamente se encuentra en el municipio de Tupiza de la provincia de Sud Chichas en el departamento de Potosí.
Conocida como territorio de los Ayllus de Talina, donde se elaboraba alfarería reconocida en toda la región, comprendía los Ayllus de Yascaba, Yurcuma, Sinsima, Mana y Escaya.
En esta población nació Rufino Carrasco, héroe boliviano de la Guerra del Pacífico. 